# Cry Wolf
Cry Wolf és una pel·lícula estatunidenca dirigida per Jeff Wadlow, estrenada l'any 2005. Ha estat doblada al català.

## Argument
Owen Matthews entra a una nova escola, on els seus amics l'inicien al "joc del llop". Envien el rumor per e-mail que un assassí és entre ells. Però ignoren que aquest assassí que han imaginat existeix realment.

## Repartiment
- Erica Yates: Becky
- Julian Morris: Owen Matthews
- Lindy Booth: Dodger
- Jane Beard: Miss McNally
- Gary Cole: Mr. Matthews
- Jared Padalecki: Tom
- Jesse Janzen: Randall
- Paul James: Lewis
- Sandra McCoy: Mercedes
- Ethan Cohn: Graham
- Kristy Wu: Regina
- Jon Bon Jovi: Rich Walker
- Anna Deavere Smith: La degana Tinsley

## Al voltant de la pel·lícula
- L'any 2002 Jeff Wadlow guanya 1 milió dòlars al "Chrysler Film Competition" amb el seu curtmetratge "The Tower of Babble " Els diners li servirà per fer el film.[3]
- Un Joc de realitat alternativa havia estat organitzat per AOL Instant Messenger, la qual cosa li ha fet la publicitat.